# Дейлі мейл
«Дейлі мейл» (англ. «The Daily Mail») — масова британська щоденна газета. Була заснована в травні 1896 року і стала одним з перших видань для англійського середнього класу. Виходить щодня. Має другий (після The Sun) за величиною наклад в країні —2 313 908 примірників. Видавець Daily Mail — Associated Newspapers Ltd. Газета відома своєю незалежною редакційною політикою. Міжнародну популярність здобула, висвітлюючи «справу Дрейфуса», Англо-бурську війну. У 1930-х роках минулого століття на сторінках газети з'явилися кілька статей лорда Ротерміра, що мали пронацистський характер. Випускалося кілька «національних» версій Daily Mail (ірландська, шотландська, індійська). Була першою газетою, що продала за день мільйонний тираж. З 1975 року видається в компактному форматі. Протягом історії свого існування редакторська позиція газети майже завжди була консервативною. Газета традиційно підтримує праве крило англійських торі.
Аудиторія — 18–34  роки.Жінки— 53%.
2008 року після подій у Південній Осетії видання критикувало британський уряд за зіпсовані відносини з Росією. На сьогоднішній день це єдина газета у Великій Британії, більш як половина читачів якої складають жінки. Головним редактором є Джорді Грік.

## Історія
Daily Mail була заснована 1886 року Альфредом Гемсвортом і його братом Гарольдом. 1902 року її щоденний наклад перевищив один мільйон, що зробило її найтиражнішої газетою у світі.
Протягом історії свого існування редакторська позиція газети майже завжди була консервативною. Газета традиційно підтримує праве крило англійських торі. Національна щоденна газета була розрахована на «юнаків і дівчат, які щорічно закінчують школи та хочуть читати все, що написано просто і досить цікаво». Спочатку ця газета на вісім сторінок була досить традиційна за формою, але Хармсворт постійно змінював її зміст. Уже в перший рік свого існування «Дейлі Мейл» збільшила наклад до 200 тис. примірників на день. Через рік він досяг півмільйона, а через чотири — 700 тис. примірників. Знизивши на «Дейлі Мейл» ціну (від чого скоротився дохід від роздрібного продажу), А. Гармсворт збільшив наклад і привернув величезну кількість реклами. Газета стала приносити солідний прибуток. Він ввів в «Дейлі Мейл» спеціальні рубрики для жінок, регулярно друкував новини, проводив газетні кампанії. «The Daily Mail» — «таблоїд для середнього класу» має наклад у 2 313 908 примірників, (більше, ніж «The Times», «The Daily Telegraph», «The Guardian» і «The Independent», разом узяті). За останні 30 років вона збільшила накладна 700 тис. примірників.
Видавався її недільний випуск — «Санді Дейлі Мейл» («Недільна ранкова пошта»), в 1899 році її змінила художня, ілюстрована і змістовна газета — «Іллюстрейтед Мейл» («Ілюстрована пошта»). Потім набули поширення та інші видання газети — «Континентал Дейлі Мейл» («Континентальна уранішня пошта»), «Оверсі Дейлі Мейл» («Заморська уранішня пошта»). Успіхи таблоїда «The Daily Mail» і його недільного побратима «Mail on Sunday» традиційно ґрунтувалися на публікації великої кількості матеріалів «людського інтересу», багато з яких призначалися для жіночої аудиторії, складової 53 % читачів цих газет. Включившись в конкурентну боротьбу з нею, «The Times» стала також давати більше матеріалів про моду, жіноче здоров'я та інші проблеми традиційно жіночого інтересу. «The Daily Mail» відповіла на це випуском нового додатка «Стилі життя», орієнтованого на жінок. Фотографії знаменитих жінок стали все частіше з'являтися на перших шпальтах «The Daily Mail». У той же час «Mail on Sunday» ввела 25-сторінковий спортивний додаток, щоб протистояти відповідному додатку «Гра» на сторінках «The Times», що виходить по понеділках в такому ж обсязі і присвячений футболу. У відповідь на введення на сторінках «The Times» японської гри «Содоку» «The Daily Mail» теж зробила це. Спорт та ігри вводяться в основному для залучення молодіжної аудиторії, так як у газет «Mail» занадто багато літніх читачів (1 600 000. Старше 65 років). «The Daily Mail» збільшила також обсяг до 128 смуг (половина з них у кольорі), наблизившись до 156-сторінкової «The Times». Зав'язалася конкурентна боротьба між традиційно якісною, але ставшою таблоїдної «The Times» і «таблоїдами для середнього класу». «The Daily Mail» і «Mail on Sunday» дозволяє говорити про продовження процесу стирання кордонів між традиційно якісною пресою і «пресою для середнього класу».
На думку ряду дослідників, газета у великій мірі сприяла початковій популяризації в 1933—1934 рр. повідомлень про Нессі, відправивши до озера мисливця Монтег'ю Уетрла, який знайшов дивні сліди і зробив з них відбитки і відправив їх до Лондона. Але при найближчому розгляді відбитки невідомого звіра виявилися слідами ніг опудала гіпопотама. 21 квітня 1934 на першій смузі газети з'явилася легендарна фотографія, зроблена Робертом Кеннетом Вілсоном і стала класичним зображенням чудовиська («Фото хірурга»). Фотографія Вілсона визначила в масовій свідомості образ Нессі як істоти, схожої на плезіозавра (хоча в повідомленнях свідків того часу істота описувалася по різному). Сам Вілсон говорив що не вірить у чудовисько. У 1994 році Крістофер Спарлінг, співучасник Вілсона і пасинок Монтег'ю Уетрла, зізнався що фотографія є підробкою — вони зняли макет з гнучкого дерева, приробленого. Новина про викриття також була надрукована в газеті, дозволивши таким чином виграти наклад.
Крім того, газета допомогла розкрутці легенди про прокляття фараонів, оскільки лорд Карнарвон передав ексклюзивні права на публікацію всіх матеріалів у «Таймс».

## Видавці
- 1896 — S. J. Pryor
- 1899 — Thomas Marlowe
- 1922 — W. G. Fish
- 1930 — Oscar Pulvermacher
- 1930 — William McWhirter
- 1931 — W. L. Warden
- 1935 — Arthur Cranfield
- 1939 — Bob Prew
- 1944 — Sidney Horniblow
- 1947 — Frank Owen
- 1950 — Guy Schofield
- 1955 — Arthur Wareham
- 1959 — William Hardcastle
- 1963 — Mike Randall
- 1966 — Arthur Brittenden
- 1971 — David English
- 1992 — Paul Dacre
- 2017 - Geordie Grieg

## Шотландське, ірландське, континентальне і індійське видання

### Шотландське видання The Daily Mail
Шотландське видання Daily Mail вперше було опубліковане  в грудні 1946 року. Наклад був невеликим, хоча не менше 100 000 примірників. У грудні 2009 року видання мало наклад у 113,771 примірників і стало третім за величиною  щоденних продажів газет у Шотландії.

### Ірландське видання The Daily Mail
Офіційно Daily Mail вступив на газетний ринок Ірландії  6 лютого 2006 року. Видання відрізнялося від Британських версій, маючи зелений прямокутник зі словом «Ірландський», замість королівського гербу, але пізніше це було змінено. Ірландська версія включає в себе розповіді ірландського інтересу.
За даними Бюро з аудиту накладів, у липні 2007 року ірландське видання мало наклад у 63,511 примірників.

### Континентальне видання The Daily Mail «Континентал Дейли Мейл»
Континентальне видання Daily Mail було вперше надруковано у 1904 році, і охоплювало Європу і Північну Африку.

### Індійське видання The Daily Mail
Газета увійшла до Індії 16 листопада 2007 року з назвою Mail Today. Газета має 48-сторінковий компактний розмір з накладом 110 000 примірників.

## Гучні справи

### «Вибоїни на дорогах»
У 1967 році The Daily Mail написала про вибоїни на дорогах. Зокрема, в одному з регіонів Сполученого Королівства виявилося більше чотирьох тисяч ям. The Beatles заспівали про це в «A Day in the Life».

### «Вбивці»
У 1997 році, The Daily Mail зробила одну з найскандальніших перших шпальт за всю історію газетної справи. Пов'язана вона була зі звірячим вбивством чорношкірого підлітка Стівена Лоуренса. Журналісти помістили на першу сторінку фото п'ятьох чоловіків, обвинувачених у вбивстві хлопчика. Заголовок говорив: «Вбивці». Редакція зробила приписку: «Якщо ми не праві, дозвольте їм пред'явити нам позов».

### Смерть Стівена Гейтлі
Але не завжди The Daily Mail боролися за справедливість — у 2009 році The Daily Mail надрукувала абсолютно нетолерантну статтю про смерть Стівена Гейтлі, учасника Boyzone. Матеріал викликав 25 000 скарг — рекордна кількість скарг на видання за всю історію.

## Online видання The Daily Mail
Більшість матеріалів, які містяться у друкованій версії, також виходять у online-версії. У 2011 MailOnline був другим найбільш відвідуваним вебсайтом газети англійською мовою у всьому світі  більш ніж 189 500 000 відвідувачів на місяць, і 11 700 000 відвідувачів щодня, в січні 2014 року.

## Daily Mail у соціальних мережах
Instagram — 993 тис. дописувачів. 3–4 публікації на день
Facebook — 18 560 733 фоловерів. Інформація оновлюється кожні 20–30 хвилин. Світлини не дублюються з обліковим записом у Instagram.
Twitter — 301 556 читачів. Оновлення інформації кожні 10–20 хвилин.
Pinterest — більше 10 млн переглядів за місяць.
(Дані за грудень 2019 року)

### Мобільні додатки
Є мобільні додатки для Android i AOS. Вони безкоштовні. Містять таку ж рубрикацію як і на сайті видання.